# Deuteronomos crassestrigata
Deuteronomos crassestrigata là một loài bướm đêm trong họ Geometridae.